# Phantom Thread
Phantom Thread er en amerikansk dramafilm fra 2017, skrevet og instrueret af Paul Thomas Anderson.
Filmen finder sted i London i 1950'erne, og man følger Reynolds Woodcock (Daniel Day-Lewis), en berømt modeskaber som bor med sin søster Cyril Woodcock (Lesley Manville). Han bliver forelsket i den unge servitrice Alma Elson (Vicky Krieps), og parrets forhold vakler mellem kærlighed og afstand, når de forsøger at leve med hinandens forskelle. Filmen var Daniel Day-Lewis' sidste filmrolle før han gik af på pension.

## Medvirkende
- Daniel Day-Lewis som Reynolds Woodcock
- Lesley Manville som Cyril Woodcock
- Vicky Krieps som Alma Elson
- Camilla Rutherford som Johanna
- Gina McKee som grevinne Henrietta Harding
- Brian Gleeson som Dr. Robert Hardy
- Harriet Sansom Harris som Barbara Rose
- Lujza Richter som prinsesse Mona Braganza
- Julia Davis som Lady Baltimore
- Nicholas Mander som Lord Baltimore
- Philip Franks som Peter Martin
- Phyllis MacMahon som Tippy
- Silas Carson som Rubio Gurrerro
- Richard Graham som George Riley
- Martin Dew som John Evans
- Ian Harrod som "The Registrar"
- Jane Perry som Mrs. Vaughan